# Roscoff
 Roscoff  (en bretón Rosko) es una población y comuna francesa, situada en la región de Bretaña, departamento de Finisterre, en el distrito de Morlaix y cantón de Saint-Pol-de-Léon.
Antiguo puerto corsario desde donde partieron los Johnnies (vendedores ambulantes) para vender sus cebollas rosadas a Inglaterra, Roscoff, homologada como "petite cité de caractère" es una pequeña estación balnearia que ha conservado su patrimonio arquitectónico de los siglos XVI y XVII, a lo que se añade un importante puerto de ferris que conecta Bretaña con Inglaterra e Irlanda.
Su zona intermareal, barrida por mareas cuya oscilación puede alcanzar los 10,40 m, alberga una gran diversidad biológica que constituyó el origen, en 1872, del primer polo europeo de investigación y enseñanza de biología marina, la Estación biológica de Roscoff.
El puerto viejo de Roscoff es el punto de partida de los trasbordadores que llevan a la isla de Batz.
Roscoff, y en general toda la comarca, se destacan por el cultivo de hortalizas como las cebollas rosadas o las alcachofas.

## Demografía
| 3528 | 3339 | 3404 | 3581 | 3711 | 3550 |
| Para los censos de 1962 a 1999 la población legal corresponde a la población sin duplicidades (Fuente: INSEE [Consultar]) |      |      |      |      |      |

## Lugares y monumentos
Además del puerto viejo y del puerto de ferris, Roscoff posee diversos paseos marítimos. En el centro de la población se alza la iglesia de Notre-Dame de Croaz Batz, y en las calles aledañas existen diferentes edificios de interés histórico-artístico.

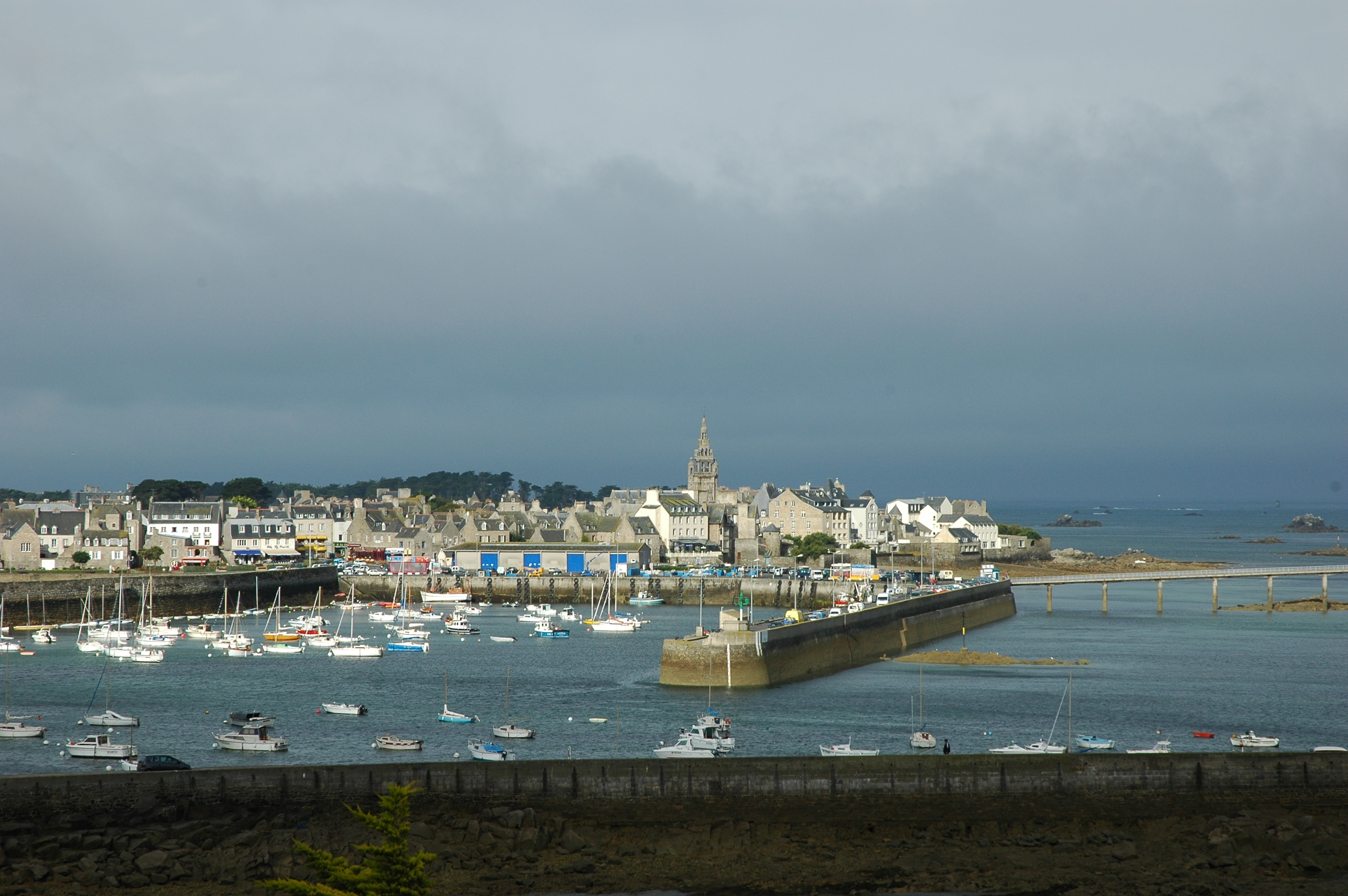
Roscoff visto desde la capilla Sainte Barbe
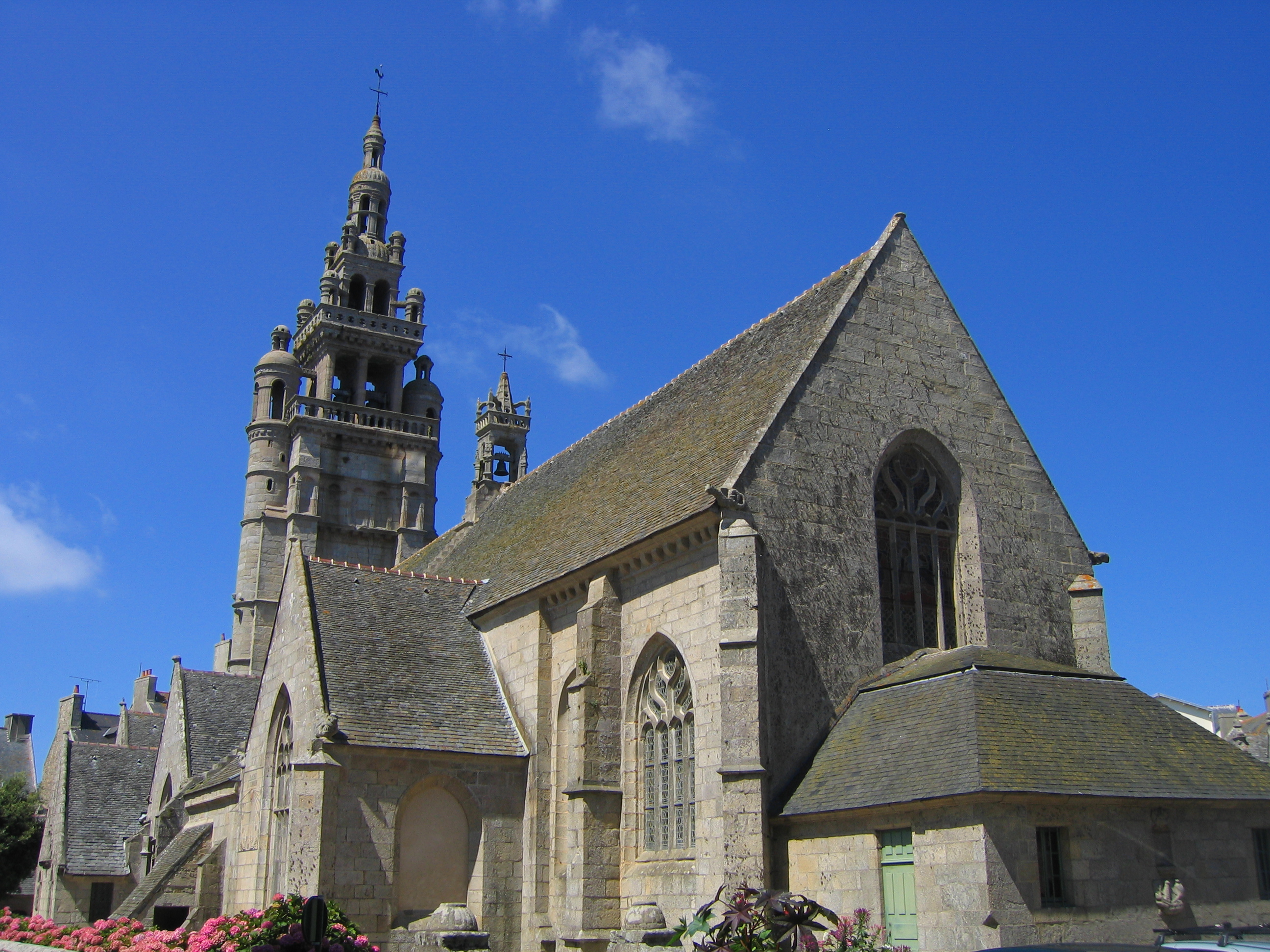
Iglesia Notre-Dame de Croaz Batz
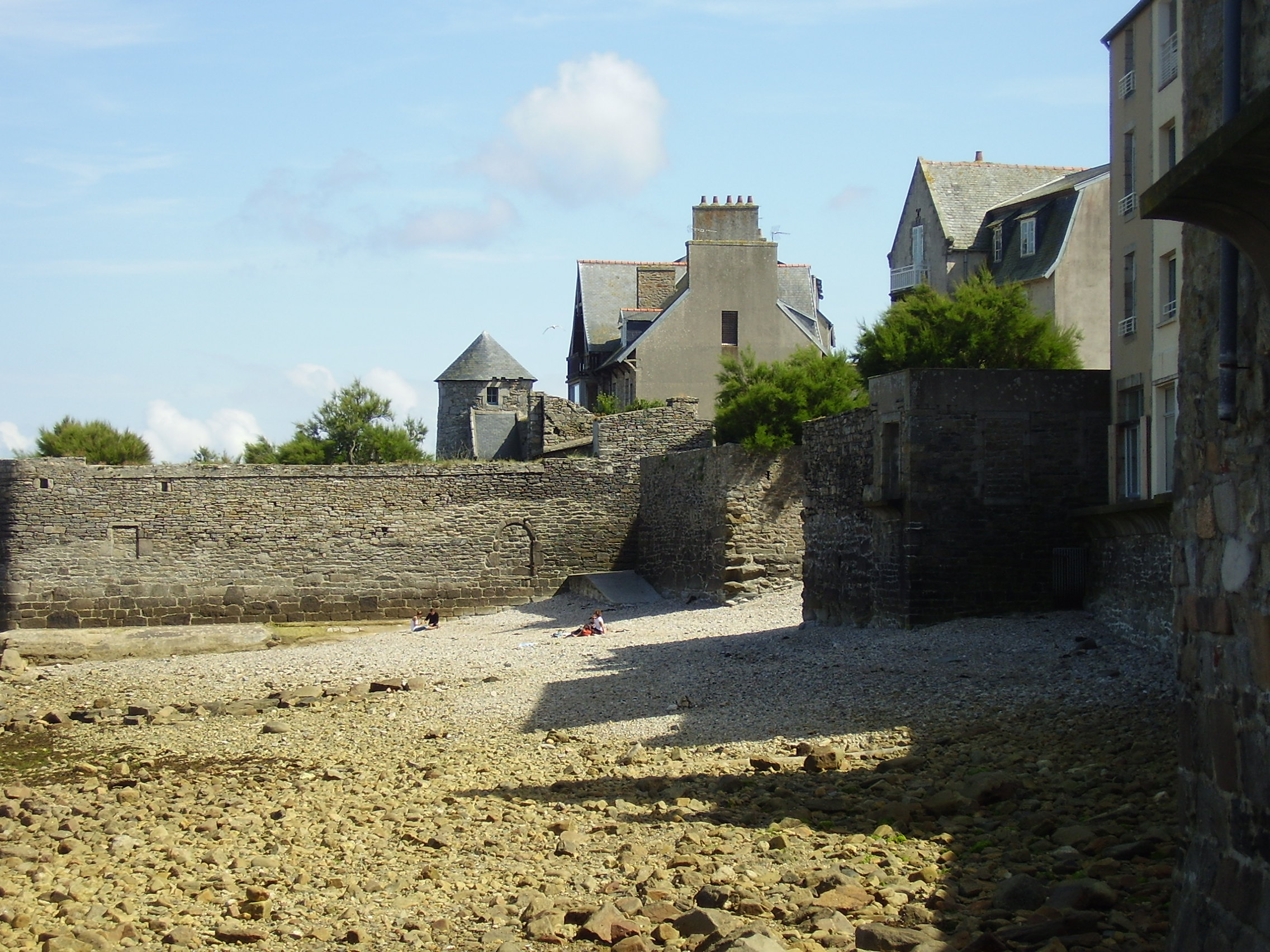
Murallas junto al mar
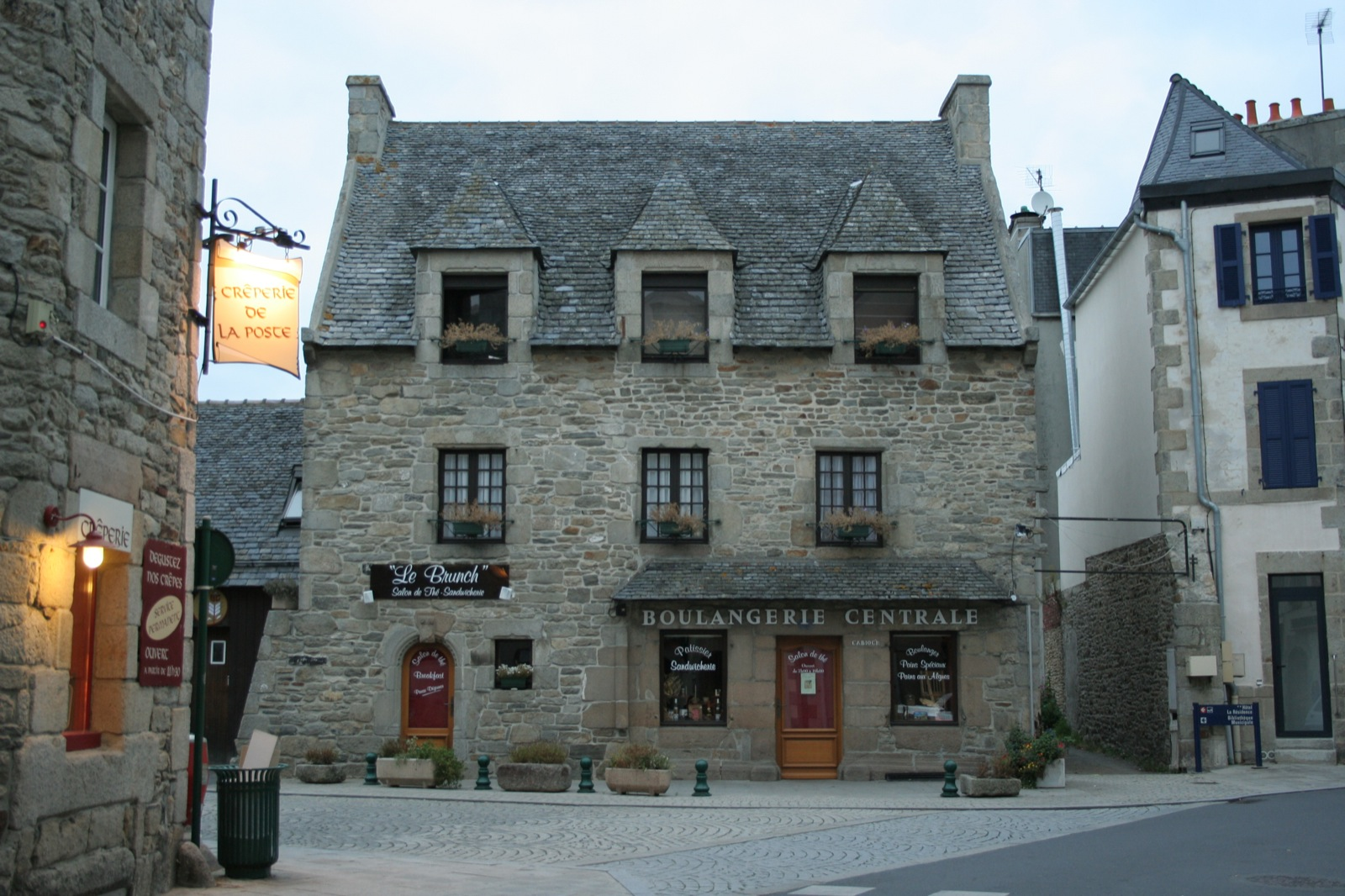
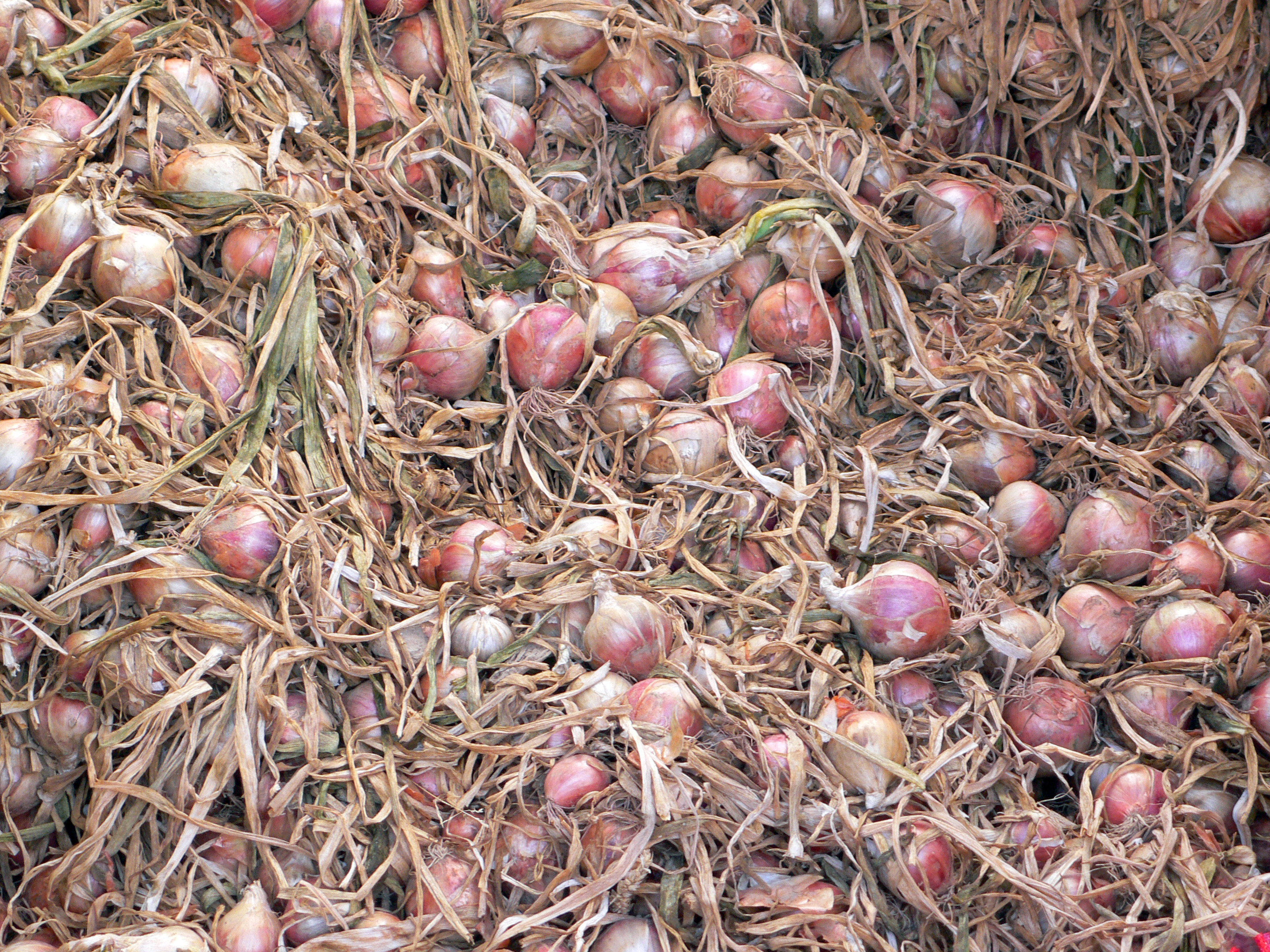
Cebollas rosadas de Roscoff